# Cussangy
Cussangy település Franciaországban, Aube megyében. Lakosainak száma 201 fő (2022. január 1.). Cussangy Chaource, Chesley, Les Granges, Lagesse, La Loge-Pomblin, Les Loges-Margueron, Metz-Robert, Turgy, Vallières és Vanlay községekkel határos.

## Népesség
A település népessége az elmúlt években az alábbi módon változott:
| Lakosok száma | 282  | 225  | 209  | 199  | 217  | 231  | 239  | 213  | 200  | 201  |
|               | 1968 | 1982 | 1990 | 2006 | 2013 | 2015 | 2017 | 2019 | 2020 | 2022 |